# Dopaje en Alemania del Este

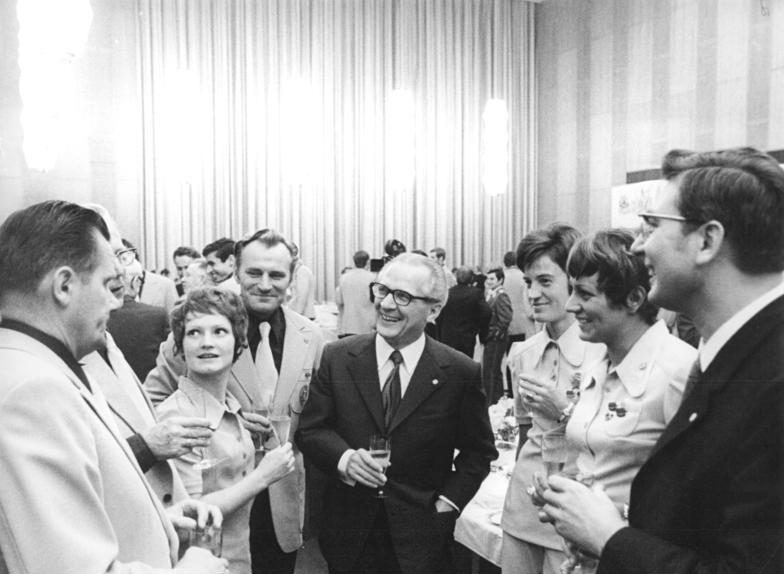
Manfred Ewald con otros deportistas y dirigentes deportivos el 27 de octubre de 1972

La República Democrática Alemana (RDA), conocida como Alemania del Este (En alemán: Deutsche Demokratische Republik o DDR) llevó a cabo durante décadas un programa de distribución y administración coactivas de sustancias como la testosterona y otros esteroides anabólicos para mejorar el rendimiento deportivo de sus atletas de élite con el propósito de engrandecer la imagen y el prestigio del estado comunista mediante el éxito en competiciones internacionales (como los Juegos Olímpicos). Este programa era denominado oficialmente Plan Estatal 14.25. La ejecución de este plan, que se producía con o sin el conocimiento de los atletas, resultó en múltiples victorias en campeonatos internacionales. Fue un estado pionero en su utilización, Alemania del Este está considerado [¿por quién?] el inventor del dopaje.
El dopaje sistemático de los atletas terminó con la caída del comunismo en Alemania del Este en 1989, un año antes de la reunificación. Actualmente, muchos exatletas sufren problemas de salud relacionados con el consumo de esteroides.[cita requerida]

## Historia

### Uso del deporte con fines ideológicos
El uso que la Alemania del Este socialista hizo del deporte es similar al que hizo la Italia fascista de Benito Mussolini de la selección italiana de fútbol o la Alemania nazi de Hitler de los Juegos Olímpicos de 1936
Los dictadores y otros regímenes autoritarios veían el deporte como un evento que era más que simplemente atletas compitiendo para un público; el deporte era "una institución cultural en la sociedad que desempeñaba un papel importante en la vida de muchos ciudadanos"
El deporte era utilizado no solo como propaganda para alcanzar la prominencia internacional, sino también en el frente localː "El uso político del deporte ha dejado de ser solo un intento de reducir la criminalidad, estimular el 'capital social' y promover la cohesión entre los más desfavorecidos. Entre sus beneficios está luchar contra la obesidad y por lo tanto reducir la carga en el sistema nacional de salud".
Tras el final de la Segunda Guerra Mundial, el deporte estaba cada vez más politizado en la escena global. Las competiciones internacionales: como los Juegos Olímpicos, los mundiales y eventos similares a gran escala empezaron a considerarse más que competiciones puramente deportivas mientras la competencia entre el este y el oeste se incrementaba en otras áreas. Avances en la retransmisión, con la invención de la televisión, ampliaron la atención mediática, permitieron ganar apoyo financiero y dieron la oportunidad de aumentar la reputación nacional de los países participantes.
La financiación deportiva, junto con los egos de las naciones que estaban en conflicto ideológico con otras, hicieron que las competiciones deportivas supusieran una oportunidad para demostrar qué país era superior.
Para los estados del Bloque del Este, la Guerra Fría fue una etapa donde los poderes de derechas y de izquierdas luchaban por la supremacía política, económica y militar; un ejemplo de esto sería la Carrera Espacial. Los países occidentales, sin embargo, querían mantener su libertad.[cita requerida]

### Situación en Alemania del Este

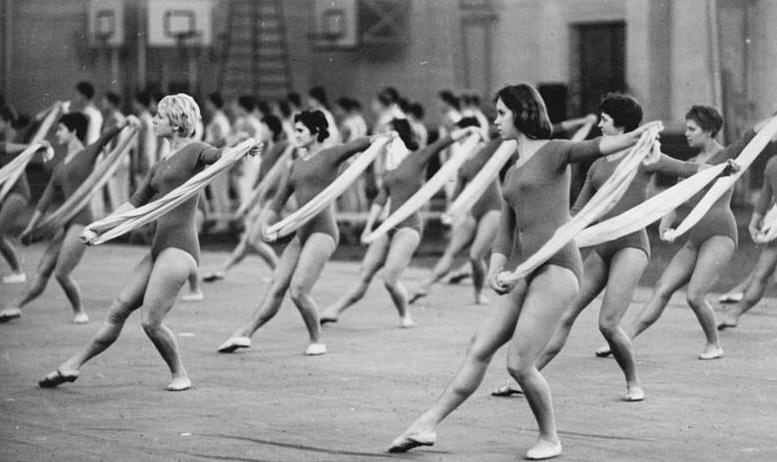
Festival deportivo en Leipzig

Los deportistas de la RDA competían en un equipo unificado con Alemania occidental. En la RDA, la cultura del deporte originó tras la Segunda Guerra Mundial, cuando la gente era pobre y estaba hambrienta;[cita requerida] la ideología del estado que veía a su gente como 'necesitada de asistencia'.[cita requerida] Con la mayoría de gimnasios destruidos por los bombardeos y la mayor parte del equipamiento tomado por los rusos en la invasión de Alemania[cita requerida], el gobierno de la RDA decidió crear la DSA (Deutscher Sportausschuss), un 'Comité Deportivo Alemán'
En Alemania del Este, todos los ciudadanos eran iguales y se esperaba que aportaran al Estado. Según los deportistas, sus logros se debían al estado, pero las oportunidades que tenían para desarrollar una carrera deportiva dependían de la lealtad política.[cita requerida]
La RDA se diferenció de la Italia fascista y de la Alemania nazi en que tenían a su disposición mayores avances científicos y en los usos inmorales que les dieron para ayudar al estado a dominar[cita requerida]. El deseo de Alemania del Este de promover ideologías de izquierdas junto con los avances de la medicina les llevaron inevitablemente a utilizar a sus atletas como instrumentos propagandísticos.[cita requerida]

## Política estatal
El dopaje de estado empezó con la Guerra Fría, cuando cada oro del Bloque del Este era una victoria ideológica[cita requerida]. Desde 1974, Manfred Ewald, el director deportivo de la RDA impuso el dopaje a todos los deportistas.[cita requerida] Se le atribuye [¿quién?] que dijo a los entrenadoresː "Son todavía muy jóvenes y no tienen por que saberlo todo"[cita requerida]

### Procedimientos y mecanismos
La mayoría de los niños competirían en centros deportivos infantiles y serían identificados por el gobierno para reclutar a los mejores para los entrenamientos olímpicos intensivos. Se esperaba que estos niños alcanzaran grandes victorias y el estado estaba dispuesto a hacer todo lo que estuviera a su disposición para asegurarse de ello.[cita requerida] Los avances en la medicina hicieron que el uso de esteroides, anfetaminas, hormona del crecimiento y dopaje sanguíneo fueran una práctica común en centros de entrenamiento para atletas profesionales.[cita requerida]
El Sportvereinigung Dynamo (Club Deportivo Dynamo) fue especialmente señalado como un centro donde se practicó extensamente el dopaje.

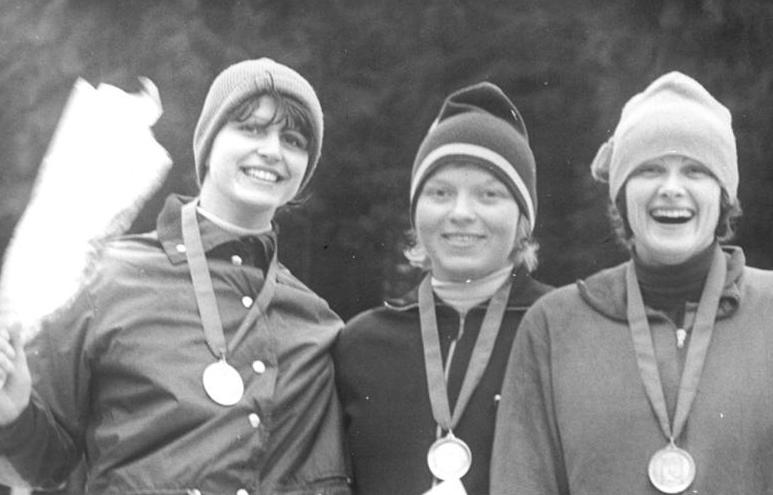
Margit Schumann, Ute Rührold, Eva-Maria Wernicke en Sapporo 1976

### Resultados iniciales
Los resultados de Alemania del Este se consideraron un éxito absolutoː "No fue hasta 1964, en Tokyo, cuando los participantes alemanes del este ganaron más medallas que sus compañeros de equipo del oeste".
Cuatro años más tarde, en Ciudad de México, la RDA, que entró por primera vez como equipo independiente, sobrepasó en el medallero a Alemania Occidental (RFA)
En los Juegos Olímpicos de México 1968, la RDA, un país de 17 millones de habitantes, consiguió 9 medallas de oro. Cuatro años después consiguieron 20, y en 1976 duplicaron la cifra de nuevo hasta llegar a 40.
Esto se repitió en 'territorio enemigo' en los JJ.OO. de Múnich 1972ː la RDA nunca bajó del tercer puesto en el medallero. La cifra total de medallas que consiguieron los participantes de la RDA en los JJ.OO. de invierno y de verano de 1956 a 1988 fue de 203 medallas de oro, 192 de plata y 177 de bronce.

## Efectos en los atletas
Los resultados fueron excelentes para Alemania del Este pero absolutamente devastadores para los atletas involucrados[cita requerida]ː "Aunque las cifras no son precisas, el dopaje de estado pudo afectar hasta a 10.000 atletas. El programa no solo se basaba en hacer trampas en las competiciones, también en el abuso de la salud de los atletas. Las atletas femeninas, incluyendo a las adolescentes, experimentaron síntomas de virilización y más de 1.000 deportistas sufrieron daños, físicos y psicológicos, graves y permanentes.[cita requerida]
Frecuentemente, el dopaje se llevaba a cabo sin el conocimiento de los atletas, que a veces eran niños desde 10 años[cita requerida]. Se estima [¿por quién?] que aproximadamente 10.000 atletas tienen las cicatrices físicas y psicológicas de años de abuso de drogas. Un ejemplo es Rica Reinisch, triple campeona olímpica y plusmarquista mundial en los Juegos de Moscú 1980, que ha sufrido desde entonces numerosos abortos involuntarios y quistes ováricos
Aunque el dopaje consiguió que los atletas obtuvieran numerosas victorias y lanzó una nación relativamente pequeña a la prominencia mundial, la preocupación continúa. Todas las victorias de Alemania del Este están manchadas por el uso tan extendido de las sustancias ilegales.[cita requerida] Muchos exdoctores y exatletas que están sufriendo los efectos secundarios han demandado a sus directores deportivos. El legado deportivo de Alemania del Este continúa tras su caída.

## Descubrimiento

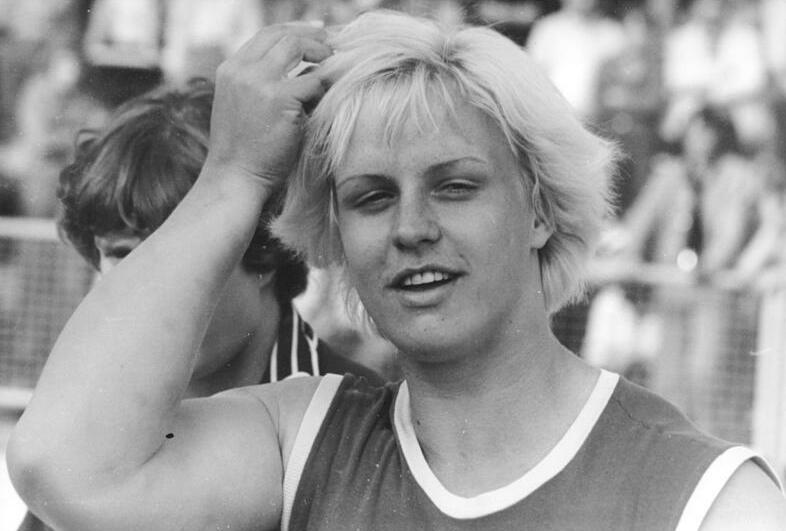
Iliona Slupianek tras superar el récord de la RDA de lanzamiento de peso con una marca de 21,79m (17-7-1977)

En 1977, la lanzadora de peso Ilona Slupianek, que pesaba 93 kg, dio positivo por esteroides anabólicos en el Europeo de Helsinki. Mientras tanto, el laboratorio Kreischa, que realizaba cerca de 12.000 controles al año aunque ninguno era penalizado, paso al control del gobierno.
La Federación Internacional de Atletismo Amateur suspendió a Slopianek por 12 meses y su sanción acabó dos días antes del Europeo de Praga. Al contrario de lo que la IAAF pensaba, mandarla a casa, suponía darle libertad para entrenar sin controles, con esteroides anabólicos, si quería, y después competir por otra medalla de oro, que además ganó.
Después del caso Slopianek, los atletas de la RDA se sometían a controles en secreto antes de abandonar el país. Los que deban positivo, eran expulsados de las competiciones internacionales.[cita requerida] Normalmente, las sanciones eran temporales y no pretendían servir como castigo sino como medio para proteger al atleta y a Alemania del Este de las sanciones internacionales.
Los medios de comunicación eran informados de que la ausencia se debía a una lesión durante el entrenamiento. Si el atleta estaba siendo dopado en secreto, que era bastante habitual, se le mandaba al doctor que inventara una condición médica para justificar el abandono. La justificación también servía para el atleta. Los resultados de los controles internos de la RDA nunca salieron a la luz - casi nada salió de las escuelas deportivas y los laboratorios. Una rara excepción fue la visita del exatleta Doug Gilbert del Edmonton Sun, que dijoː"El Dr. (Heinz) Wuschech sabe más sobre esteroides anabólicos que cualquier otro doctor que haya conocido, y aun así no puede hablar más abiertamente de ellos que Geoff Capes o Mac Wilkins en el clima actual de regulación deportiva. Lo que aprendí en Alemania del Este fue que sienten que hay peligro en el uso de anabólica, como ellos lo llaman, cuando los atletas están sometidos a programas estrictamente monitorizados. A pesar de que conocemos los peligrosos efectos secundarios, son estadísticamente igual de probables de aparecer que los de la píldora anticonceptiva. Además los programas son constantemente controlados por médicos en cuanto a dosificación.
Otros informes provinieron de atletas que ocasionalmente huyeron al oeste. Hubo 15 fugados entre 1976 y 1979. Uno de ellos, el saltador de esquí Hans Georg Aschenbach, dijo: "Los esquiadores de distancia empiezan a recibir inyecciones en sus rodillas de la edad de 14 años, debido a su entrenamiento intensivo." Aschenbach continuaba: "Por cada campeón Olímpico,  hay al menos 350 inválidos. Hay gimnastas entre las chicas que tienen que llevar corsés con 18 porque su columna vertebral y sus ligamentos que se han desgastado tanto... Hay personas jóvenes tan desgastados por el entrenamiento intensivo que salen de él mentalmente muertos, que es aún más doloroso que una columna deformada."
Entonces el 26 de agosto de 1993, después de que la antigua RDA hubiera aceptado anexionarse a la República Federal Alemana en 1990, los registros se abrieron, y la evidencia estaba allíː La Stasi, policía secreta estatal de la RDA, supervisaba el dopaje sistemático de los atletas alemanes del este desde 1971 hasta la reunificación.[cita requerida]
Casi ningún atleta alemán del este falló un control antidopaje oficial, aun así, los documentos de la Stasi prueban que muchos tuvieron controles positivos en Kreischa, el laboratorio sajón (en alemán: Zentrales Dopingkontroll-Labor des Sportmedizinischen Dienstes) ahora llamado el Instituto de Deportes y Análisis Dopantes Bioquímica (IDAS), que fue aprobado por el Comité Olímpico Internacional,
Jean-Pierre de Mondenard, un experto en fármacos dopantes, argumenta que el dopaje existía en otros países, tanto comunistas como capitalistas, pero la diferencia con Alemania del este era, que era una política estatal.

## Búsqueda de justicia
Muchos antiguos oficiales del Sportsvereinigung Dynamo y algunos atletas fueron acusados tras la disolución de la RDA. Las víctimas crearon una página de internet intentando obtener justicia y compensaciones, listando a las personas implicadas en el escándalo.
Dos antiguos doctores del Dynamo de Berlín, Dieter Binus, jefe de la selección femenina de 1976 a 1980, y Bernd Pansold, a cargo del centro de medicina deportiva de Berlín Este, fueron llevados a juicio por presuntamente suministrar sustancias ilegales a 19 adolescentes. Binus fue condenado en agosto de 1998 y Pansold en diciembre de ese mismo año después haber sido declarados culpables de administrar hormonas a atletas femeninas menores de edad desde 1975 a 1984.
Daniela Hunger y Andrea Pollack son las atletas del antiguo Club Dynamo que destaparon el caso de dopaje, acusando a sus entrenadores .
Atletas descalificados del antiguo Club Deportivo Dynamo descalificados por dopaje:
- Ilona Slupianek[16] (Dio positivo junto con tres atletas finlandesas en el Europeo de 1977, convirtiéndose en la única atleta de Alemania del Este que fue sancionada por dopaje)

Manfred Ewald, que había impuesto el dopaje a todos los atletas, fue condenado tan solo a 22 meses de suspensión, lo que provocó la indignación de sus víctimas.
En 2005, quince años después del fin de la RDA, Jenapharm, el fabricante de los fármacos que se usaban para el dopaje, todavía se encuentra implicado en numerosos pleitos relacionados con este caso, ya que fue demandado por casi 200 exatletas.
Basándose en la información admitida por Andrea Pollack, el Comité Olímpico Estadounidense pidió la redistribución de las medallas de oro de los Juegos de Montreal 1976. A pesar de las sentencias de los tribunales en Alemania sobre el dopaje sistemático de algunos nadadores alemanes del este, la junta ejecutiva del COI anunció que no tenía intención de revisar los récords olímpicos. Al rechazar la petición estadounidense sobre su equipo femenino de relevos y una similar de la Asociación Olímpica Británica sobre el nadador Sharron Davies, el COI aclaró que querían disuadir ese tipo de reclamaciones en el futuro.

## Documentación
En 1991, Brigitte Berendonk y Werner Franke, dos activistas contra el dopaje, publicaron varias tesis en las que sobre ex investigadores de los productos dopantes de la RDA que fueron reclutados para la Academia Médica Militar Bad Saarow. Basado en este trabajo, en su libro (traducido del alemán como 'Documentos del dopaje")  fueron capaces de reconstruir cómo estaba organizado por el Estado dicho programa de dopaje en grandes atletas de la RDA, incluyendo a Marita Koch y Heike Drechsler, que han negado las alegaciones.  Brigitte Berendonk superó en 1993 un pleito donde Drechsler la acusó de mentir. Dicho pleito demostró finalmente la veracidad del libro.

## Casos significativos

### Renate Neufeld
En 1977, una de las mejores velocistas de Alemania del Este, Renate Neufeld, huyó al lado oeste con el búlgaro con el que finalmente se casó. Un año más tarde desveló que sus entrenadores le suministraron fármacos mientras entrenaba para los Juegos de Moscú 1980ː
Con 17, me uní al Instituto de Deportes de Berlín Este. Mi especialidad eran los 80 m. vallas. Juramos que nunca hablaríamos a nadie sobre nuestros métodos de entrenamiento, ni siquiera a nuestros padres. Era muy duro. Estábamos siempre vigilados. Pasábamos por un registro cada vez que salíamos del centro y teníamos que decir a dónde íbamos y a qué hora íbamos a regresar. Un día, mi entrenador, Günter Clam, me aconsejó que tomara unas pastillas para mejorar mi rendimiento: corría 200 m. en 24 segundos. Él me dijo que eran vitaminas, pero pronto empecé a sentir calambres en mis piernas, mi voz se volvía ronca y a veces no podía ni hablar. Después me empezó a salir bigote y dejé de tener periodos. Entonces me negué a tomar más pastillas. Una mañana, en octubre de 1977 a las 7 la policía secreta me cogió y me interrogaron sobre mi negativa a tomar las pastillas prescritas por mi entrenador. Entonces decidí huir con mi prometido.
Se llevó al oeste las pastillas grises y el polvo verde que le habían suministrado a ella, a miembros del su club y a otros atletas donde el analista antidopaje Manfred Donike, las identificó como esteroides anabólicos. Ella se lo calló durante un año por el bien de su familia, pero cuando su padre perdió el trabajo y su hermana fue expulsada de su club de balonmano decidió contar su historia.

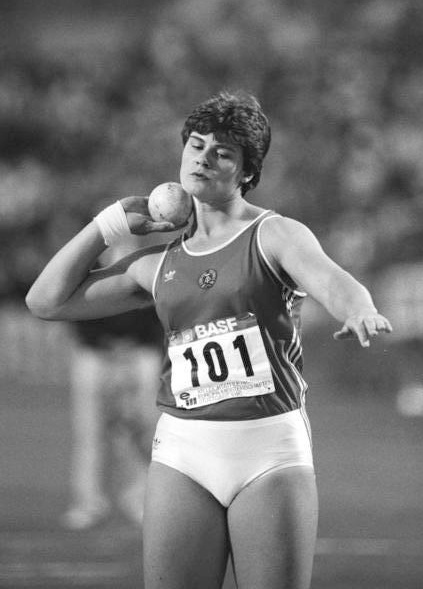
Heidi Krieger en el Europeo de 1986

### Andreas Krieger
Andreas Krieger, antiguamente conocida como Heidi Krieger, compitió como mujer en el equipo de atletismo alemán del este, ganando la medalla de oro de lanzamiento de peso en el Campeonato Europeo de atletismo de 1986.
Desde los 16 en adelante, Krieger fue sistemáticamente dopada con esteroides anabólicos, que tienen significantes efectos andrógenicos en el cuerpo. Ya había tenido dudas sobre su identidad de género, y los cambios químicos derivados de los esteroides solo las aumentó. En 1997, algunos años después de que se retirara, Krieger se sometió a una cirugía de reasignación de sexo y cambió su nombre a Andreas.
En el juicio de Manfred Ewald, dirigente del programa deportivo y del Comité Olímpico de Alemania del Este y del director médico Manfred Höppner, que fue celebrado en el año 2000, Krieger atestiguó que los fármacos que le habían suministrado habían contribuido a su transexualidad.